# 黑山嘴乡
黑山嘴乡，是中华人民共和国湖南省常德市鼎城区下辖的一个乡镇级行政单位。

## 行政区划
黑山嘴乡下辖以下地区：
沅阳社区、四港村、一港村、七港村、黑山村、庆福村、移堤村、月亮村、菱角村、打鼓村、南堤村、白泥村、沙潮村和黑山咀农场。